# ФК Пролетер Дворови
ФК Пролетер Дворови је фудбалски клуб из Дворова, град Бијељина, Република Српска, БиХ. Пролетер је друголигаш Републике Српске који се такмичи у групи „Исток“. Амбиција клуба у сезони 2020/2021 је да избори опстанак у друголигашком друштву.
Потребно је навести да је Пролетер учесник свих првенстава Друге лиге РС  од 1996 до данас,и по томе су јединствен клуб у Републици Српској.

## Историја
Клуб је основан 1929. године у Краљевини СХС. Ондашње Соколско и спортско друштво у коме је дјеловао фудбалски клуб је носило назив мјеста „Дворови“. Пролетер добија данашњи назив 1946. године у вријеме ФНРЈ. У времену између 1946. и 1958. године, Пролетер наступа на локалним такмичењима на простору Бијељине и Брчког. У периоду од 1960. до 1966. године, клуб два пута наступа као финалиста купа „Задругара“, и једном као финалиста Југокупа за подручје Брчко. Такмичарска 1971/72. година, исписана је великим словима у историји развоја спорта у Дворовима. Те године, "Пролетер" надмоћно осваја прво мјесто у регионалној лиги Брчко, и као прво село у Републици пласира се у лигу Сјевероисточно-Босанске зоне. У истој години "Пролете" постаје и првак купа „Задругар“. У том времену клуб је формирао још три селекције, а нови фудбалски клубови основани су у селима која су тада припадала дворанској мјесној заједници и то: у Даздареву, Дијеловима, Тријешници и Кривој Бари: фК Слога, ФК Напредак, ФК Побједа, ФК Младост.
Говорећи о историји, свакако треба поменути 1975. годину, када су пионири из Дворова били најбољи у конкуренцији својих вршњака у Босни и Херцеговини, када су у финалу побједили фаворизовану екипу "Челика" из Зенице. Постоји анегдота са ове утакмице, а то је да је на пехару унапријед исписан назив "Челика" јер су пионири из Дворова били апсолутни аутсајдери, и то је наравно, после било исправљено.
Пролетер је кроз своју историју био расадник добрих фудбалера. Један од њих је и Андрија Ацо Остојић. У своје вријеме гласио за најбољег фудбалера Семберије, а и шире. Наступао је и за ФК Јединство из Брчког и ФК Срем из Срема. Треба споменути и Ациног брата Душка Остојића који је са успјехом носио дресове "Радника" из Бијељине, и "Рудара" из Приједора, са којим је играо и полуфинале купа Југославије. Још једно велико име које долази из "Пролетера" је и Милорад "Зеко" Савић. Легенда "Радника" из Бијељине, и можда најпознатији фудбалер у Семберији у последњих 20ак година. Играо је за више клубова у Србији, међу којима и за "Лозницу" у сезони 1997-1998, када је напад предводио тада 18-годишњи Матеја Кежман, коме је "Зеко" помогао да постане најбољи стријелац. Кежман често истиче да је "Зеко" један од најбољих фудбалера са којима је имао прилику да игра. Последњи "велики" фудбалер који долази из Дворова је Владимир Ранкић. Као пионир се придружио београдском "Партизану" и тамо био капитен свих селекција за које је играо, сем сениорске. У једном тренутку и капитен омладинске репрезентације СР Југославије. Међутим, ван-спортске ствари су спријечиле Ранкића да оправда потенцијал и заигра у неком од водећих српских и иностраних клубова.

## Остали играчи који су такође оставили трага играјући за Пролетер
Играчи који су оставили трага играјући за Пролетер су и: Богдан Ранкић, Микица Ранкић (прошао Партизанову школу фудбала), Владимир "Владо" Ранкић, Ненад Кутлачић, Душко Стајић, Томо Лазаревић, Радан Јовић Кајац, Јоцо Тодић, а од млађих ту су Драган Ђорђић и Зоран Никић.

## Клупске секције
У оквиру ФК Пролетера дјелују кадетски и пионирски тим, затим секција ветерана и школа фудбала. Постоји и „Пролетер II" популарно назван „Тифози“, који је састављен од бивших играча који су престали да тренирају, као и ентузијаста, а који се такмичи у општинској лиги Бијељине.

## Састав тима у сезони 2014/15
| Бр. |                     | Позиција | Играч             |
| --- | ------------------- | -------- | ----------------- |
| 1   | Босна и Херцеговина | Г        | Петар Симојловић  |
| 5   | Босна и Херцеговина | О        | Горан Јањић       |
| 15  | Босна и Херцеговина | О        | Срђан Калајџић    |
| 10  | Босна и Херцеговина | О        | Славиша Тодоровић |
| 8   | Босна и Херцеговина | С        | Драгиша Ивановић  |
| 7   | Босна и Херцеговина | Н        | Милош Дупор       |
| 9   | Босна и Херцеговина | Н        | Дејан Марковић    |
| 99  | Босна и Херцеговина | С        | Данијел Ружичић   |
| 6   | Босна и Херцеговина | С        | Дејан Вујадиновић |

| Бр. |                     | Позиција | Играч                               |
| --- | ------------------- | -------- | ----------------------------------- |
| 19  | Босна и Херцеговина | С        | Борислав Симеуновић                 |
| 14  | Босна и Херцеговина | С        | Nenad Jeftić                        |
| 4   | Босна и Херцеговина | О        | Ђуро Лакић                          |
| 24  | Босна и Херцеговина | С        | Обрад Пејић                         |
| 13  | Босна и Херцеговина | О        | Слободан Јовановић                  |
| 23  | Босна и Херцеговина | О        | Славко Милковић                     |
| 11  | Босна и Херцеговина | С        | Мирослав Живковић                   |
| 88  | Босна и Херцеговина | Г        | Младен Марковић                     |
| 77  | Босна и Херцеговина | С        | Слободан Васић Вељко Грабеж деветка |